# Thalpomys
Thalpomys är ett släkte hamsterartade gnagare med två arter som lever i Sydamerika.
Arterna är:
- Thalpomys cerradensis förekommer i savannen Cerradon i Brasilien.
- Thalpomys lasiotis hittas i samma region samt i medelhöga bergstrakter i västra Brasilien.

## Beskrivning
Dessa gnagare når en kroppslängd (huvud och bål) av 8 till 11 cm, en svanslängd av 4 till 7 cm och en vikt mellan 13 och 40 gram. Pälsens färg på ovansidan är gulbrun med några svarta täckhår och undersidan är ljusbrun. Arterna skiljer sig från fältmöss (Akodon) och släktet Necromys i skallens och tändernas konstruktion.
Utbredningsområdet ligger 400 till 1300 meter över havet. Honor är utrustade med tre par spenar och föder under regntiden 2 till 3 ungar.
Båda arter listas av IUCN som livskraftig (LC).